# BGV 1 bis 5
Die Triebwagen 1 bis 5 waren fünf Schmalspur-Dampftriebwagen der Borzsavölgyi Gazdasági Vasút (BGV) (deutsch: Borzsatalbahn), welche im damaligen Nordost-Oberungarn (heute Karpatenukraine) ein schmalspuriges Streckennetz von 107 km Länge betrieb.

## Geschichte
Die fünf Triebwagen wurden 1908 von Ganz & Cie in Budapest geliefert. Sie hatten einen 35 PS starken De Dion-Bouton-Kessel.
Die Aradi és Csanádi Egyesült Vasutak (ACsEV) beschaffte 1911 weitgehend baugleiche Fahrzeuge, die aber die Achsformel B2 hatten. Über diese Dampftriebwagen ist, außer dass mindestens zwei Stück vorhanden waren, nicht viel bekannt.
Nach der Verstaatlichung der Borzsatalbahn zum 1. Januar 1923 kamen die Fahrzeuge zu den Tschechoslowakischen Staatsbahnen (ČSD). Im Nummernschema der ČSD war für die Triebwagen ab 1925 die Baureihenbezeichnung M 13.0 vorgesehen. Die Wagen 1 und 4 erhielten die neuen Nummern allerdings nicht mehr, sie wurden 1927 ausgemustert. Die restlichen drei Triebwagen wurden 1927 in M 13.002, 003 und 005 umgezeichnet.
Mit dem Zugang neuer Motortriebwagen der ČSD-Baureihe M 11.0 wurden auch die restlichen drei Fahrzeuge bald entbehrlich. 1932 wurden sie ausgemustert und verschrottet.